# Lysandra sokolowskii
Lysandra sokolowskii är en fjärilsart som beskrevs av Janusz Wojtusiak och Niesiolowski 1947. Lysandra sokolowskii ingår i släktet Lysandra och familjen juvelvingar. Inga underarter finns listade i Catalogue of Life.